# Caminho dos Diamantes

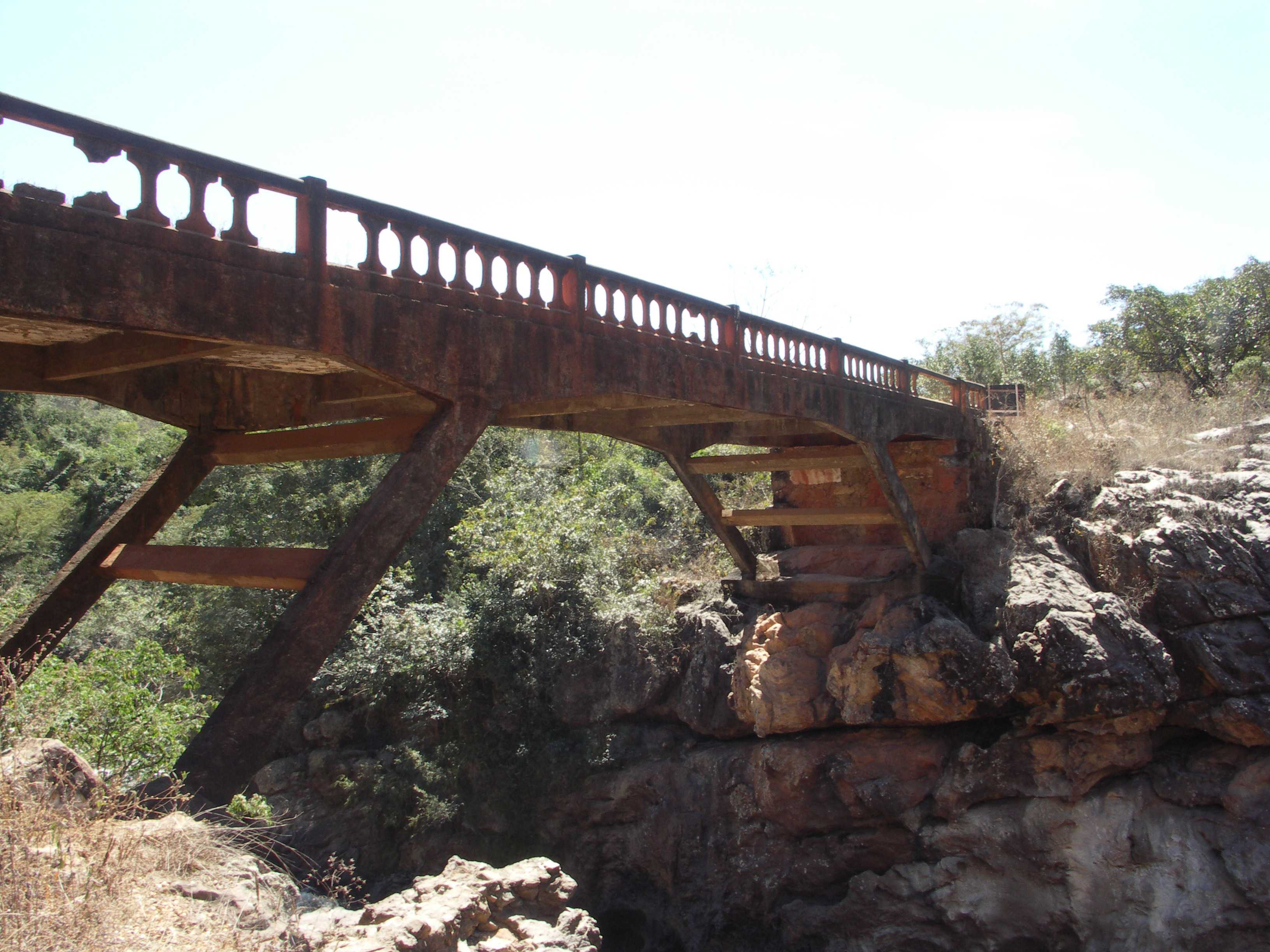
Caminho dos Diamantes.

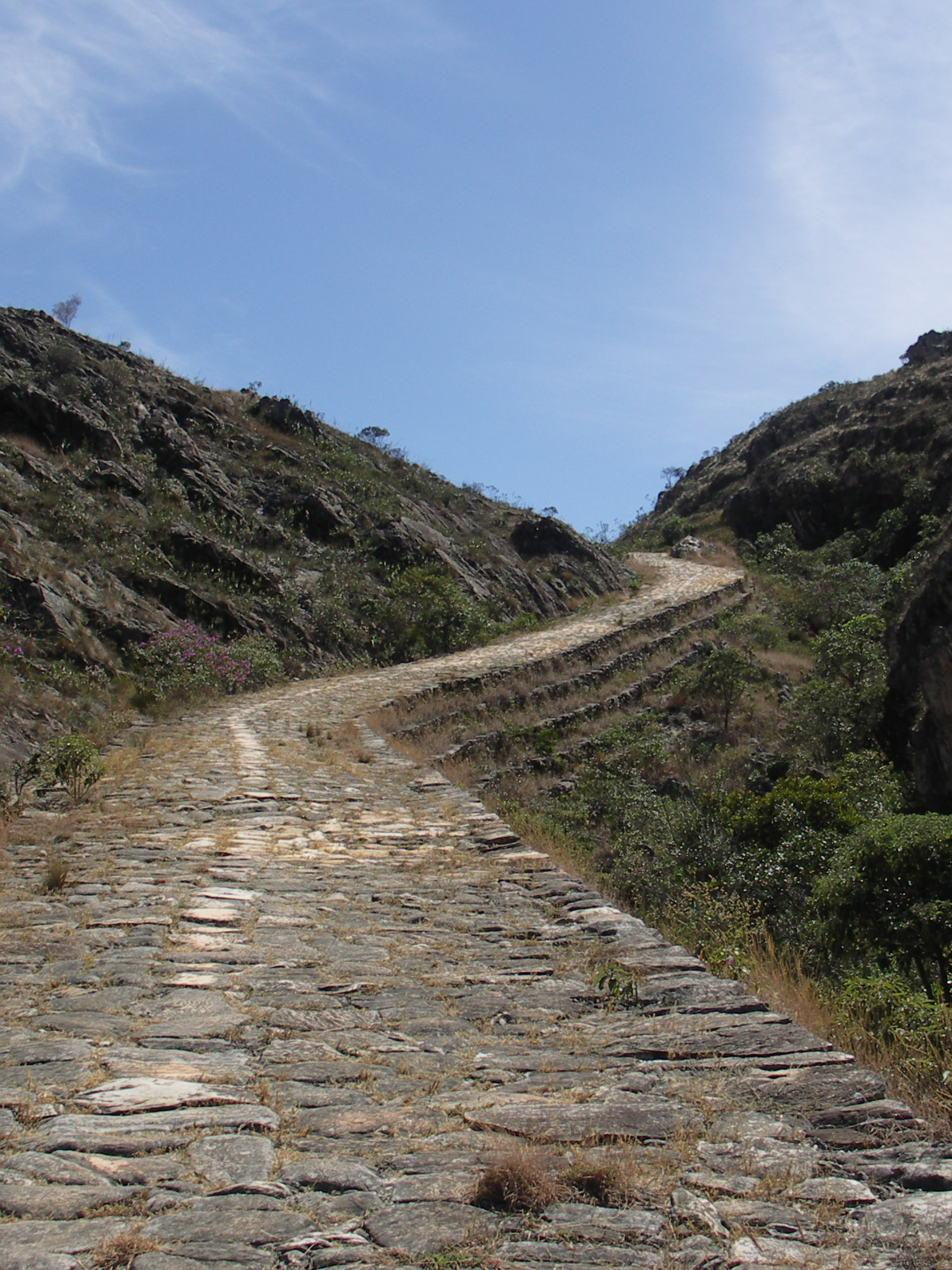
Caminho dos Escravos, Diamantina (MG).

O Caminho dos Diamantes foi uma das estradas reais abertas no Brasil no século XVIII em função da mineração.
Às grandes vias que vinham de São Paulo e do Rio de Janeiro até Minas Gerais, somavam-se trechos regionais, abertos na década de 1730 para o acesso à região diamantífera, entre os quais se destaca esta via estabelecida desde 1729, após a descoberta de diamantes na região do Serro Frio.
O seu percurso ligava a sede da Capitania, Vila Rica (atual Ouro Preto), à sede do distrito diamantífero, o Arraial do Tijuco (atual Diamantina). A partir da Vila Rica alcançava a Vila do Ribeirão do Carmo de onde inflectia para o Norte, rumo ao Tijuco, passando por Catas Altas, Santa Bárbara, Conceição (atual Conceição do Mato Dentro) e Vila do Príncipe (atual Serro). Uma variante deste trecho, entre Santa Bárbara e Cocais, conduzia a Sabará, por Vila Nova da Rainha (atual Caeté). Por estas vias se dava o abastecimento da região diamantífera, a imigração e o escoamento da sua produção mineral.